# الشريعة (حماة)
الشريعة قرية تتبع منطقة الغاب في غرب محافظة حماة في سورية. اسمها الأصلي جماسة عديات وأما اسم الشريعة فهو يعني مورد الماء.